# Регионални купови Црне Горе у фудбалу
Регионални купови Црне Горе била су нижа фудбалска такмичења у којима су учествовали чланови Треће лиге Црне Горе. Постојала су три регионална купа - Сјеверне, Средње и Јужне регије. Финалисти сваког регионалног купа квалификовали су се за Куп Црне Горе до сезоне 2020/21. када је формат промијењен и учествује само 16 клубова, десет из Прве лиге и шест првопласираних из Друге лиге, а регионални купови су престали да се организују.

## Историја
Након стицања независности Црне Горе, Фудбалски савез Црне Горе је основао Куп Црне Горе као национално куп такмичење. Сви чланови Прве и Друге црногорске лиге директно су се квалификовали за наступ у Купу Црне Горе. Чланови Треће црногорске лиге играју регионалне купове, а шест најбољих клубова се пласирало у прво коло Купа Црне Горе.
Од оснивања Регионални куп је подијељен на три регије - сјеверну, јужну и централну. Финалисти свих регија играли су у Купу Црне Горе.
Регионални купови се играју током љета (август/септембар), непосредно пред почетак сезоне Купа Црне Горе.
Од сезоне 2020/21. формат Купа Црне Горе је промијењен и учествује само 16 клубова, десет из Прве лиге и шест првопласираних из Друге лиге, док клубови из Треће лиге више не учествују.

## Побједници и финалисти
У регионалним куповима играју само екипе из Треће лиге (нижи ранг у Црној Гори).

### Куп регије Сјевер
Од 2006. године у Купу регије Сјевер учествују клубови из Треће црногорске лиге – Сјевер. До сезоне 2020/21. побједник и финалиста Регионалног купа су се квалификовали за Куп Црне Горе.
| Сезона | Побједник | Другопласирани  | Квалификован за       |
| ------ | --------- | --------------- | --------------------- |
| 2006   | Комови    | Првијенац       | Куп Црне Горе 2006/07 |
| 2007   | Пљевља    | Првијенац       | Куп Црне Горе 2007/08 |
| 2008   | Пљевља    | Напредак Беране | Куп Црне Горе 2008/09 |
| 2009   | Петњица   | Пљевља          | Куп Црне Горе 2009–10 |
| 2010   | Петњица   | Полимље         | Куп Црне Горе 2010–11 |
| 2011   | Брсково   | Полимље         | Куп Црне Горе 2011–12 |
| 2012   | Пљевља    | Текстилац       | Куп Црне Горе 2012–13 |
| 2013   | Текстилац | Брсково         | Куп Црне Горе 2013–14 |
| 2014   | Пљевља    | Полимље         | Куп Црне Горе 2014–15 |
| 2015   | Петњица   | Фер плеј        | Куп Црне Горе 2015–16 |
| 2016   | Брсково   | Петњица         | Куп Црне Горе 2016–17 |
| 2017   | Пљевља    | ОФК Борац       | Куп Црне Горе 2017–18 |
| 2018   | Комови    | ОФК Борац       | Куп Црне Горе 2018–19 |
| 2019   | Комови    | Петњица         | Куп Црне Горе 2019–20 |

### Куп регије Центар
Од 2006. године у Купу регије Центар учествују клубови из Треће црногорске лиге – Центар. До сезоне 2020/21. побједник и финалиста Регионалног купа су се квалификовали за Куп Црне Горе.
| Сезона | Побједник         | Другопласирани    | Квалификован за       |
| ------ | ----------------- | ----------------- | --------------------- |
| 2006   | Рибница           | Искра             | Куп Црне Горе 2006/07 |
| 2007   | Рибница           | Графичар          | Куп Црне Горе 2007/08 |
| 2008   | Зора              | Плава звијезда    | Куп Црне Горе 2008/09 |
| 2009   | Искра             | Дрезга            | Куп Црне Горе 2009–10 |
| 2010   | Црвена стијена    | Горња Зета        | Куп Црне Горе 2010–11 |
| 2011   | Плава звијезда    | Дрезга            | Куп Црне Горе 2011–12 |
| 2012   | Ком               | Горштак           | Куп Црне Горе 2012–13 |
| 2013   | Црвена стијена    | Рибница           | Куп Црне Горе 2013–14 |
| 2014   | Графичар          | Челик             | Куп Црне Горе 2014–15 |
| 2015   | Зора              | Младост Љешкопоље | Куп Црне Горе 2015–16 |
| 2016   | Младост Љешкопоље | Горштак           | Куп Црне Горе 2016-17 |
| 2017   | Црвена стијена    | Рибница           | Куп Црне Горе 2017-18 |
| 2018   | Црвена стијена    | Рибница           | Куп Црне Горе 2018-19 |
| 2019   | ОФК Младост ДГ    | Горштак           | Куп Црне Горе 2019-20 |

### Куп јужне регије
Од 2006. године у Купу регије Југ учествују клубови из Треће црногорске лиге - Југ. До сезоне 2020/21. побједник и финалиста Регионалног купа су се квалификовали за Куп Црне Горе.
| Сезона | Побједник      | Другопласирани  | Квалификован за       |
| ------ | -------------- | --------------- | --------------------- |
| 2006   | Отрант         | Бијела          | Куп Црне Горе 2006/07 |
| 2007   | Морнар         | ОФК Бар         | Куп Црне Горе 2007/08 |
| 2008   | Цетиње         | Слога Стари Бар | Куп Црне Горе 2008/09 |
| 2009   | Арсенал        | Слога Стари Бар | Куп Црне Горе 2009–10 |
| 2010   | Арсенал        | Цетиње          | Куп Црне Горе 2010–11 |
| 2011   | Арсенал        | Отрант          | Куп Црне Горе 2011–12 |
| 2012   | Слога Радовићи | Цетиње          | Куп Црне Горе 2012–13 |
| 2013   | Слога Радовићи | Хајдук Бар      | Куп Црне Горе 2013–14 |
| 2014   | Слога Радовићи | Хајдук Бар      | Куп Црне Горе 2014–15 |
| 2015   | Хајдук Бар     | Слога Стари Бар | Куп Црне Горе 2015–16 |
| 2016   | Хајдук Бар     | Слога Стари Бар | Куп Црне Горе 2016–17 |
| 2017   | Арсенал        | Слога Радовићи  | Куп Црне Горе 2017–18 |
| 2018   | Хајдук Бар     | Слога Стари Бар | Куп Црне Горе 2018–19 |
| 2019   | ФК Цетиње      | Слога Радовићи  | Куп Црне Горе 2019–20 |

Извори: